# アフリカン・シクリッド
アフリカン・シクリッドは、スズキ目 シクリッド科（カワスズメ科）の魚のうち、アフリカ産のものを指す。
特に大地溝帯上にあるマラウイ湖、タンガニーカ湖、ヴィクトリア湖ではシクリッドの種分化が進んでいることで知られる。ここに掲げられた3つの湖は、地理的には近接しているが、おのおの固有の歴史を持ち、それぞれが独特の形状・色彩・生態をもつ固有種を育んでいる。
これらのシクリッドは現地では重要なタンパク源として食用にされるが、鮮やかな体色や多種多様な生態から熱帯魚としても人気が高い。これらの湖の水質は弱アルカリ性を呈しているため、水槽内でアフリカン・シクリッドを育てる場合、pH 低下を予防する目的で、ろ材にサンゴ砂を混ぜると良いとされる。

## マラウイ湖産

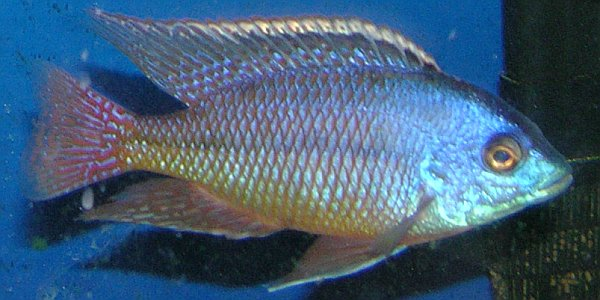
Protomelas taeniolatus

海水魚と見間違えるほどの強烈なメタリックブルーをした種類やマウスブルーダーと呼ばれる独特の子育てを行う種類がいる。また、現地語でムブナと呼ばれる岩についた藻類や微小生物を主食とする魚種は、ブルー、イエロー、ピンクなどカラフルなものが多く、中にはカメレオンシクリッドと呼ばれ転々と色彩を変化させるものもある。また同様に現地語でウタカと呼ばれるものは、プランクトン食の特徴をもつ。
イエロー・ピーコック
学名：Aulonocara baenschi
成魚は12cmほど。ポピュラーなアフリカン・シグリットの一つで、体は美しい黄色をしている。
スキアエノクロミス・フライエリー
学名：Schiaenochromis fryeri
成魚は 15 cm ほど。マラウィ・シクリッドの代表種。オスの婚姻色は、ギラギラとしたメタリックブルー。アーリーとも呼ばれる。
キルトカラ・モーリー
学名：Cyrtocara moorii
成魚は 20 cm ほど。頭部が、イルカのように飛び出ている。
ディミディオクロミス・コンプレシケプス
学名：Dimidiochromis compressiceps
成魚は 20 cm を超える。扁平な体に、極端な馬づらな顔をしている。フィッシュイーター。
カンプソクロミス・カエルレウス
学名：Champsochromis caeruleus
成魚は 30 cm を超える。細長い体をもつ。マラウィ湖では、比較的水深の深いところに住む。魚食性が強い。

## タンガニーカ湖産
タンガニーカ湖は、リフトレイク群の中でも最古の歴史を持つ。体色はマラウイ湖産ほど派手ではないが、シェル・ブルーダーなどの小・中型種が中心であるが、フロントーサなど大型種にも魅力的なものがある。

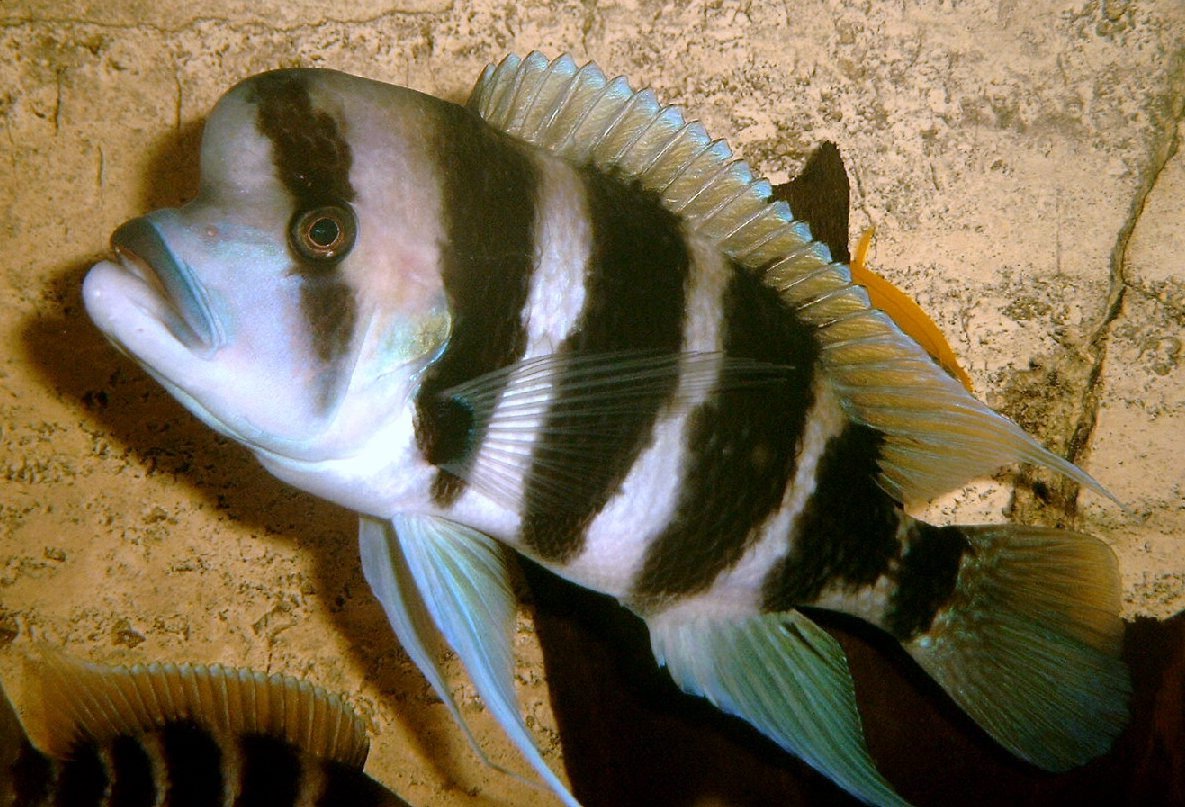
Cyphotilapia frontosa

キフォティラピア・フロントーサ
学名：Cyphotilapia frontosa
大きくなると 30 cm を越える大型種。オスは、頭部のコブが突出し、迫力が出てくる。
トロフェウス・ドゥボイシー
学名：Tropheus duboisi
成魚は 10 cm 強。幼魚のときは、黒地にブルーの小スポットをちりばめた肌をしている。成長するにつれ、スポットは消失し代わって、胴に白く太いバンドが一本現れる。
アルトランプロローグス・コンプレシケプス
学名：Altolamprologus compressiceps
成魚は12cmほど、オレンジの地に茶色の縦縞模様という体色もきれい。

## ヴィクトリア湖産
その全貌は明らかでないものの、数多くの固有種が存在し、「ダーウィンの箱庭」として有名だが、観賞魚としてはあまり国内に輸入されていないようである。また近年では、ナイルパーチという2mを超す肉食魚を食用のために移入したため、固有種が激減、一部は絶滅したとされている。ナイルパーチはスズキ亜目アカメ科に属し、食用、観賞用として日本へも輸出されている。

## 河川産
ペルヴィカクロミス・プルケール
学名：Pelvicachromis pulcher
成魚は体長約8-10cmほど。他の魚との協調性も良く、混泳に向く。ペルマトとも呼ばれる。
ペルヴィカクロミス・タエニアタス
学名：Pelvicachromis taeniatus
成魚は体長約8-10cmほど。カラフルな色彩とさまざまな地域変異個体があることから人気になっている。
ドワーフ・エジプシャン・マウスブルーダー
学名：Pseudocrenilabrus multicolor multicolor
成魚は体長約7cmほど。外見上これと言った特徴も無く、特に派手さも無いものの、名前の由来にもなるマウスブルーディングを行うことで有名。
ブルーリップ・エジプシャンマウスブルーダー
学名：Pseudcrenilaburus philander
成魚は体長約8cmほど。前者より若干大きくなるが、飼育方法は同じで構わない。マウスブルーダー。
レッド・ジュエル
学名：Hemichromis lifalili
成魚は体長約12cmほど。気性の荒さはシクリッドの中でも随一を誇る。
アノマロクロミス・トーマシー
学名：Anomalochromis thomasi 
成魚は体長約7-8cmほど。水槽内のスネールを捕食してくれる。
ティラピア類
学名：Tilapia
成魚は体長約30cmほどになる大型種。世界各地の温泉場などで漁業目的に移入、養殖され、一部は野生化もしている。